# Черано д'Интелви
Черано д'Интелви (итал. Cerano d'Intelvi) је насеље у Италији у округу Комо, региону Ломбардија.
Према процени из 2011. у насељу је живело 397 становника. Насеље се налази на надморској висини од 563 м.

## Становништво
Према резултатима пописа становништва 2011. у општини је живело 536 становника.
| 1936. | 1951. | 1961. | 1971. | 1981. | 1991. | 2001. | 2011. |
| ----- | ----- | ----- | ----- | ----- | ----- | ----- | ----- |
| 546   | 475   | 382   | 413   | 429   | 455   | 503   | 536   |